# Le Chesnay
Le Chesnay is een plaats en voormalige gemeente in het Franse departement Yvelines (regio Île-de-France) en telt 28.530 inwoners (1999). De plaats maakt deel uit van het arrondissement Versailles. Le Chesnay is op 1 januari 2019 gefuseerd met de gemeente Rocquencourt tot de gemeente Le Chesnay-Rocquencourt. 

## Geografie
De oppervlakte van Le Chesnay bedraagt 4,2 km², de bevolkingsdichtheid is 6792,9 inwoners per km².
De onderstaande kaart toont de ligging van Le Chesnay met de belangrijkste infrastructuur en aangrenzende gemeenten.

## Demografie
Onderstaande figuur toont het verloop van het inwonertal (bron: INSEE-tellingen).

## Ziekenhuis
- Hôpital André Mignot

## Bekende inwoners van Le Chesnay

### Geboren
- Tristan Gommendy (1979), autocoureur
- Nicolas Anelka (1979), voetballer
- Sébastien Rouault (1986), zwemmer
- Youssouf Sabaly (1993), Senegalees-Frans voetballer
- Victor Wembanyama (2004), basketballer

### Overleden
- Marcel Rohrbach (1933-2012), wielrenner